# Anastazja halicka (zm. 1335)
Anastazja (zm. 12 marca 1335) – księżniczka ruska, księżna dobrzyńska z dynastii Rurykowiczów.
Była córką Lwa, księcia halickiego, i Konstancji węgierskiej lub jego przyrodniego brata Mścisława Daniłowicza, księcia halicko-włodzimierskiego. Między 1296 a 1300 została poślubiona przez Siemowita, księcia dobrzyńskiego. Miała z nim trzech synów:
- Leszka, (jego istnienie w związku z pojawieniem się tylko w jednym źródle jest jednak wątpliwe);
- Władysława Garbatego;
- Bolesława.

Po śmierci Siemowita, Anastazja wraz z Władysławem Łokietkiem sprawowała regencję nad małoletnimi książętami. 
Zmarła 12 marca 1335 roku. 